# Mega Express Three
Die Mega Express Three ist ein RoPax-Schiff der französischen Reederei Corsica Ferries – Sardinia Ferries.

## Geschichte
Die Fähre wurde für die griechische Reederei Minoan Lines als Oceanus gebaut. Sie wurde am 5. Juli 2001 abgeliefert und am 5. August 2001 zwischen Patras, Igoumenitsa und Venedig in Dienst gestellt.
Im Mai 2002 wurde die damalige Oceanus in Adriane Palace I umbenannt, ehe sie dann im Februar 2003 an Corsica Ferries – Sardinia Ferries verkauft und im September 2003 in Marina di Carrara umgebaut wurde.
In Folge des Kaufs von Corsica Ferries – Sardinia Ferries wurde das Fährschiff in ihren heutigen Namen umbenannt. Der Grund für das Three im Namen sind die beiden Schiffe Mega Express und Mega Express Two, auf die die Mega Express Three folgte.
Nach dem Umbau wurde die RoPax-Fähre zwischen Italien bzw. Toulon und Korsika bzw. Sardinien eingesetzt.
Am 16. Januar 2023 kollidierte die Mega Express Three mit der damaligen Bithia im Hafen von Genua.

## Technische Daten und Ausstattung
Das Schiff wird von vier Viertakt-Zwölfzylinder-Dieselmotoren des Typs Wärtsilä 12V46C mit jeweils 12.600 kW Leistung angetrieben. Die Motoren wirken auf zwei Verstellpropeller.
An Bord der Mega Express Three gibt es 1446 Betten in 2- und 4-Personen-Kabinen. Das 25 m breite Schiff bietet Einkaufsmöglichkeiten, zwei Restaurants, drei Bars, einen Swimmingpool, ein Solarium sowie eine Arcade-Spielothek und einen Spielebereich für Kinder.

## Schwesterschiffe
Die Mega Express Three hat zwei Schwesterschiffe, die ebenfalls von Samsung Heavy Industries für Minoan Lines gebaut wurden. Bei den Schiffen handelt es sich um die Moby Tommy von Moby Lines und die Zeus Palace von Grimaldi Lines.